# Kachikujin yapū
Kachikujin yapū (家畜人ヤプー?) è un romanzo di fantascienza dello scrittore Shōzō Numa, pubblicato in Giappone nel 1956 e più volte perseguitato dalla censura per i suoi contenuti. È inedito in italiano.
Nato come opera underground, questo libro è presto divenuto un cult, vendendo più di un milione di copie in Giappone. È stato adattato in un manga da Tatsuya Egawa (Yapoo - Il bestiame umano) e sia Stanley Kubrick che David Lynch hanno manifestato interesse per un'eventuale trasposizione cinematografica.

## L'ambientazione
Yapoo narra di un mondo del futuro a struttura rigidamente matriarcale, dove la "razza bianca" (o meglio, anglosassone) ha ottenuto la dominazione assoluta sulle altre razze. 
I neri sono ridotti in schiavitù, mentre gli asiatici (più precisamenti i Giapponesi, o Yapoo) a bestiame o, con i dovuti trattamenti chirurgici e genetici, addirittura a mobilio e suppellettili viventi. È una storia sconvolgente, dagli spunti assolutamente inediti, destinata alle persone forti di stomaco (soprattutto nella narrazione delle mutilazioni chirurgiche a cui vengono sottoposti gli Yapoo per diventare buone "suppellettili") ma a suo modo anche comica e ironica.

## La trama
Il libro narra la storia di una giovane coppia che assiste allo schianto di un Ufo, incontrando una giovane ed avvenente ragazza proveniente dal futuro.
La ragazza pilota dell'Ufo si chiama Pauline, ed è la potente rampolla di una delle più note famiglie di questo futuro, giunta per errore nel 196X dove incontra la bella Clara, giovane tedesca di nobili origini, col suo fidanzato Rin'ichiro, giapponese in vacanza di studio in Germania.
Pauline però non si rende subito conto di essere tornata indietro nel tempo, e finisce per scambiare Clara per una sua contemporanea e il povero Rin'ichiro per uno Yapoo, una sorta di animale d'allevamento destinato ad obbedire ciecamente alla propria padrona. 
Clara a poco a poco si lascia trascinare da Pauline nella sua controversa ma affascinante visione dei rapporti tra uomini e Yapoo, finendo per modificare per sempre la relazione tra lei e il suo amato.

## Il contesto storico-culturale
Il libro Yapoo - Il bestiame umano è stato scritto nel 1956, quattro anni dopo che il Giappone aveva faticosamente recuperato l'indipendenza, dopo quasi sette anni di occupazione americana. La durissima esperienza della sconfitta militare e dell'invasione da parte di un popolo straniero (la prima nella millenaria storia dell'Impero del Sol Levante) aveva lasciato i giapponesi storditi e disorientati.
L'America, che aveva sconfitto con relativa semplicità l'imbattibile esercito nipponico, si era profusa in pochi anni in una vera e propria "colonizzazione culturale", inondando letteralmente il mercato nipponico con centinaia di film, riviste e canzoni. Come risultato, l'America diventò in poco tempo l'oggetto di una deferente ammirazione da parte dei giovani giapponesi che, mentre ne temevano la forza e la prepotenza, ne ammiravano l'evidente superiorità militare e la cultura sfarzosa e aggressiva.
I militari e gli uomini d'affari dalla pelle bianca e i capelli biondi, alti e massicci, che giravano in gran numero per le vie delle città, istigavano un irrimediabile senso di deferenza a un popolo di gente minuta, denutrita e provata da anni di privazioni.
Allo stesso tempo, nei film e nelle riviste portate dagli invasori, apparivano donne sensuali dalle forme abbondanti e dalle gambe lunghe, che esercitavano sui giovani giapponesi un inevitabile quanto irresistibile fascino esotico.
Tra questi giovani c'era anche Shōzō Numa, aspirante scrittore che aveva appena diciotto anni quando finì la guerra, ma che già aveva sperimentato la sconvolgente esperienza della prigionia in un carcere militare americano. 
Durante la guerra, ricorda Numa nella postfazione di una delle edizioni giapponesi di Yapoo, egli fu imprigionato e sottoposto ad umilianti trattamenti a sfondo sessuale da parte di una donna soldato americano. 
Ci vorranno molti anni perché le stesse consuetudini, anche se attuate in uno stato e in una guerra diversi, siano denunciate e portate a conoscenza dell'opinione pubblica, come nello scandalo della prigione di Abu Ghraib in Iraq.
Il giovane fu talmente scosso da quell'esperienza che da allora nella sua psiche l'eccitazione sessuale si associò in modo indissolubile allo stato di sottomissione ad una donna, meglio se di razza bianca e dai lunghi capelli biondi. 
È da questo tremendo shock adolescenziale che nasce Yapoo - Il bestiame umano, che diventa presto una sorta di simbolo delle nuove generazioni di intellettuali, una lettura “segreta” che appassiona gran parte delle classi benestanti di un paese che ha perso all'improvviso i propri valori.
L'opera, ora considerata una pietra miliare della letteratura giapponese, può essere letta come un'ironica critica alla società giapponese, che sempre più guardava con soggezione e un evidente senso di ineluttabile inferiorità ai vincitori americani, ma anche come un inaccettabile insulto nei confronti dell'Imperatore e di tutti i suoi sudditi (in quanto giapponesi, e quindi anche loro "Yapoo").
Ben lontana comunque da Numa l'intenzione di denigrare i suoi connazionali:
Yapoo è piuttosto un monito, rivolto a tutti gli uomini, a non rinunciare mai alla propria identità.